# Limnaecia ochrozona
Limnaecia ochrozona là một loài bướm đêm thuộc họ Cosmopterigidae. Nó được tìm thấy ở Úc.